# I anledning af...
I anledning af... er en dansk dokumentarfilm fra 1960, der er instrueret af Knud Leif Thomsen.

## Handling
I anledning af Kong Frederik 9. og Dronning Ingrids sølvbryllup - en film om Danmark i 25 år med en konge, en dronning og tre prinsesser i hovedrollerne. En række uforglemmelige optagelser fra hverdag og fest i kongeparrets og prinsessernes liv gennem 25 år, begyndende med brylluppet i Stockholm i 1935.